# Justus Krauskopf

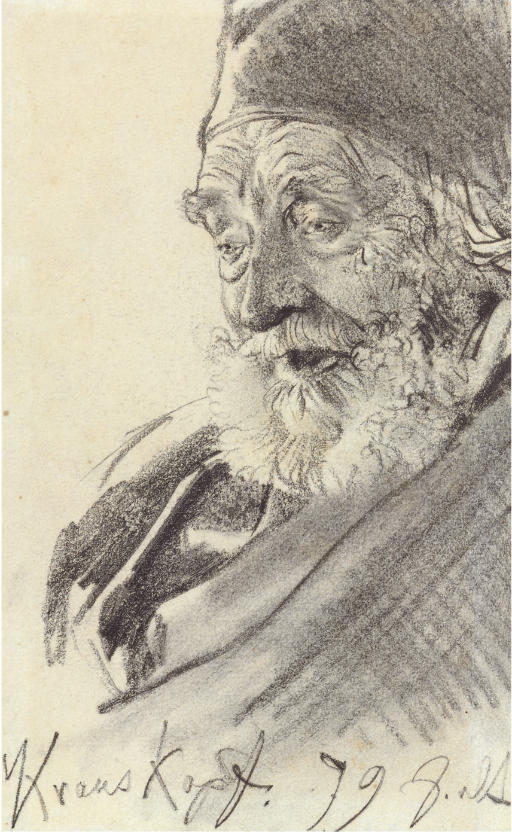
Justus Krauskopf, Zeichnung von Adolph von Menzel (1866)

Justus Krauskopf (* 21. November 1787 in Kassel; † 14. November 1869 ebenda) war ein deutscher Porträt- und Landschaftsmaler sowie Lithograf und Zeichenlehrer.

## Leben
Krauskopf absolvierte bereits vor 1812 ein Studium an der Kasseler Kunstakademie, wobei er seinen Lebensunterhalt zu dieser Zeit schon durch Zeichenunterricht selbst finanzierte.
Um 1812/1813 ging Krauskopf zur Aus- und Weiterbildung nach Paris, wo er im Atelier von Jacques-Louis David als Schüler aufgenommen wurde.
1828 veröffentlichte Krauskopf eine selbst verfasste Anleitung zum Zeichenunterricht. Zuvor hatte er bereits eine private Mal- und Zeichenschule in Kassel gegründet, in der er sich auch als Zeichenlehrer betätigte. 1833/34 unternahm er, zusammen mit dem Maler Carl Glinzer, der zu seinen Schülern gehörte, eine letzte Studienreise nach Italien.

## Publikationen
- Theoretisch-praktische Zeichnenkunst für den Privat-, Schul- und Selbst-Unterricht. In drei Theilen: Erster oder geometrischer Theil, mit 60 Vorlegeblättern und einer Erklärungstafel. Im Verlag bei J.J. Bohné, Kassel 1828.